# آتوسا روبنستاین
آتوسا روبنستاین (زاده‌شده با نام آتوسا بهنگار؛ زادهٔ ۱۳ ژانویهٔ ۱۹۷۲) روزنامه‌نگار و کارآفرین ایرانی-آمریکایی است. او سردبیر مجله «سِوِنتین» (Seventeen) و همچنین بنیانگذار مجله «کازموگرل» (CosmoGIRL) بود. او در حال حاضر بنیانگذار Big Momma Productions و Atoosa.com است.

## اوایل زندگی و تحصیلات
روبنستاین تنها سه سال داشت وقتی به همراه خانواده‌اش به منطقه «کویینز» نیویورک مهاجرت کرد و پس از آن به منطقه «مالورن» در «لانگ آیلند» نیویورک نقل مکان کردند. وی به عنوان دانشجوی کارشناسی در کالج بارنارد (Barnard College) در مؤسسه «Lang Communications» کارآموزی کرد. روبنستاین برای شرکت در دومین کارآموزی خود در دفتر ویرایش مجله «American Health» مجبور شد در کلاس‌های شبانه دانشگاه شرکت کند.

## حرفه
او در سال ۱۹۹۳ دستیار مد مجله Cosmopolitan شد و پنج سال پس از آن به ویراستار ارشد مد ارتقا یافت. پس از آن بود که «کتلین بلک» مدیر مجله «هرست» (Hearst Magazines) از آتوسا خواست ایده ای را برای مجله‌ای تازه ارائه کند. او تنها دو روز بعد ایده اولیه مجله «کازمو گرل» (CosmoGIRL) را ارائه داد و فوراً سمت سردبیری آن را به عهده گرفت. به این ترتیب آتوسا به جوان‌ترین سردبیر مجموعه مجلات هرست در طول تاریخ صد ساله آن تبدیل شد. روبنستاین مجله کازمو گرل را با تیراژی بالغ بر یک میلیون و دویست و پنجاه هزار به یک موفقیت بدل کرد.
روبنستاین در ۷ نوامبر ۲۰۰۶ اعلام کرد کازمو گرل را ترک می‌کند تا یک تارنمای تجاری با تمرکز بر نوجوانان را راه اندازی کند، کتابی بنویسد و مؤسسه‌ای مشاوره ای را با تخصص بازاریابی جوانان راه اندازی کند. آتوسا روبنستاین در دسامبر ۲۰۰۶ (تنها یک ماه بعد) آغاز به کار مؤسسه «بیگ ماما پروداکشن» (Big Momma Productions) را اعلام کرد.
آتوسا عضو هیئت مدیره مؤسسه «بنیاد کَندی» (Candie’s Foundation) است که به جوانان در مورد عواقب بارداری در دوران نوجوانی آموزش می‌دهد.

## جوایز و افتخارات
دانشگاه کلمبیا در سال ۲۰۰۴ با معرفی آتوسا به عنوان یکی از ۲۵۰ فارغ‌التحصیل برتر این دانشگاه در طول تاریخ دانشگاه از وی تقدیر کرد. دختران پیشاهنگ ایالت نیویورک نیز از او به عنوان بانوی فرهیخته تقدیر کرده‌است. مجله «کرین نیویورک بیزنس» (Crain’s New York Business) او را در فهرست «چهل زیر چهل ساله» معرفی کرده‌است.